# 椎名るか
椎名 るか（しいな るか、2001年7月28日 - ）は、日本の歌手、タレント、女優。元3B Junior、元みにちあ☆ベアーズ、元ロッカジャポニカのメンバー。
北海道出身。元スターダストプロモーション所属。

## 略歴

### 2008年
- ももいろクローバーZのイベントを見ている時に、スターダストプロモーションにスカウトされる。[1]

### 2009年
- みにちあ☆ベアーズに加入

### 2014年
- みにちあ☆ベアーズ解散
- 3B junior として活動開始

### 2015年
- 3B junior内のユニット結成

### 2016年
- ロッカジャポニカとして1stシングル「ワールドピース」を発売しメジャーデビュー。

### 2019年
- 体調不良による治療専念のためロッカジャポニカから脱退しスターダストプロモーションとの契約を終了した

## 人物
- ニックネームは、るったん
- 趣味は、うたうこと[2]、絵を描くこと[3]、アニメ、ゲーム[1]
- 特技は、フラフープ[4]、寝ること[2]
- 性格は、サバサバしてる、どこでも寝られる。ちょっとだけ辛いものが好き、歌が好き[1]

## 3B juniorとしての活動
- 3B junior内のユニット「ロッカジャポニカ」に、内山あみ、内藤るな、高井千帆、平瀬美里と共に属する。

## 出演

### CM
- 東京ディズニーリゾート「モンスターズインク　ライド＆ゴーシーク　かくれんぼ編」 (2009年3月 -)
- カメラのキタムラ（2009年4月21日 - ）
- モスフードサービス「カレーチキンバーガーおみやげ篇」（2009年6月25日 - ）
- CANON ピクサスポケモンプリントギャラリー (2011年6月 -）
- バンダイ　ラブギターロッド (2011年7月10日 -)
- 東京ディズニーリゾートCM  (2012年3月9日 -)

### テレビ
- ブザー・ビート～崖っぷちのヒーロー～ 第11話（2009年9月21日、フジテレビ） - 「みにちあ☆ベアーズ」として出演[5]
- CX開局50周年記念ドラマ 「わが家の歴史」（2010年4月9日 - 11日 3夜連続放送、フジテレビ）[6]
- ヤングブラックジャック（2011年4月23日、日本テレビ）[7]
- 放課後はミステリーとともに 第1話（2012年4月23日、TBS）[8]
- ももクロChan #300「“AYAKA-NATION”密着」（2016年9月27日、テレビ朝日）[9]
- 坂崎幸之助のももいろフォーク村 第72夜「AYAタKA-NATION 2017」（2017年6月15日、フジテレビNEXT）[6]

### 雑誌
- 新潮社　ニコ☆プチ　付録　別冊ニコ☆プチKIDS（2009年6月号）
- 主婦と生活社　JUNON（2009年8月号）
- 小学館　小学三年生 (2011年８年号 9月号 2012年1月号)
- 小学館　小学四年生 (2011年８年号 9月号 10月号 2012年1月号)
- 集英社　りぼん　りぼんガール (2013年5月6月7月9月10月号　2014年1月2月3月号）

### 映画
- NOMADIC CINEMA project 「アカリのさんぽ」（2012年10月26日 六本木ヒルズ内特設ステージ内にて上映）

### ラジオ
- TOKYO FM 　Yakult presents 小さな小さな物語「ガーデニング」(2012年3月11日）

### インターネットメディア
- BeeTV　「彼は妹の恋人」(2011年12月25日公開）
- WEBドラマ「Heather LOVE♡ Short Movies」#2（2012年10月27日公開、ブロッコリー）[10]
- HUSTLE PRESS おっかけ!3B junior 椎名るか 2018年10月28日
- 3B junior原色図鑑 zero 椎名るか 2018年5月1日
- おっかけ！3B junior 椎名るか  2018年6月17日
- おっかけ！3B junior －番外編－ 椎名るか 2019年1月17日

### その他
- VALENTINE LIVE ~公野舞華~ (2023年2月19日　新宿Motion) ゲスト出演[11]